# رین سومیدا
رین سومیدا (انگلیسی: Rin Sumida؛ زادهٔ ۱۲ ژانویهٔ ۱۹۹۶) بازیکن فوتبال اهل ژاپن است.
وی همچنین در تیم‌های ملی فوتبال زیر ۱۷ سال زنان ژاپن، زیر ۲۰ سال زنان ژاپن، و زنان ژاپن بازی کرده‌است.